# Santiago del Estero
Santiago del Estero es una ciudad argentina, capital de la provincia de Santiago del Estero y cabecera del departamento Juan Francisco Borges. Es la más antigua de las ciudades existentes del país. Se encuentra ubicada a orillas del río Dulce, y se extiende en una superficie de aproximadamente 4002 hectáreas, oficialmente dividida en 62 barrios. 
Según el Censo Nacional de 2010, contaba con una población de 252 192 habitantes. Junto a la ciudad de La Banda y la localidad de El Zanjón, forma el aglomerado urbano llamado Santiago del Estero-La Banda, el centro urbano más poblado de la provincia y duodécimo en el país, con 360 923 habs.
Durante los siglos XVI y XVII, la ciudad fue el origen y centro  de la Colonia Española en el actual Noroeste argentino. De ella surgieron las corrientes que fundaron las principales ciudades de esa región del país. Además, tiene como típico patrimonio cultural el folklore. Por estos motivos, mediante la ley N.º 25681 del Congreso de la Nación Argentina, fue declarada oficialmente «Ciudad Madre de Ciudades y Cuna del Folclore».

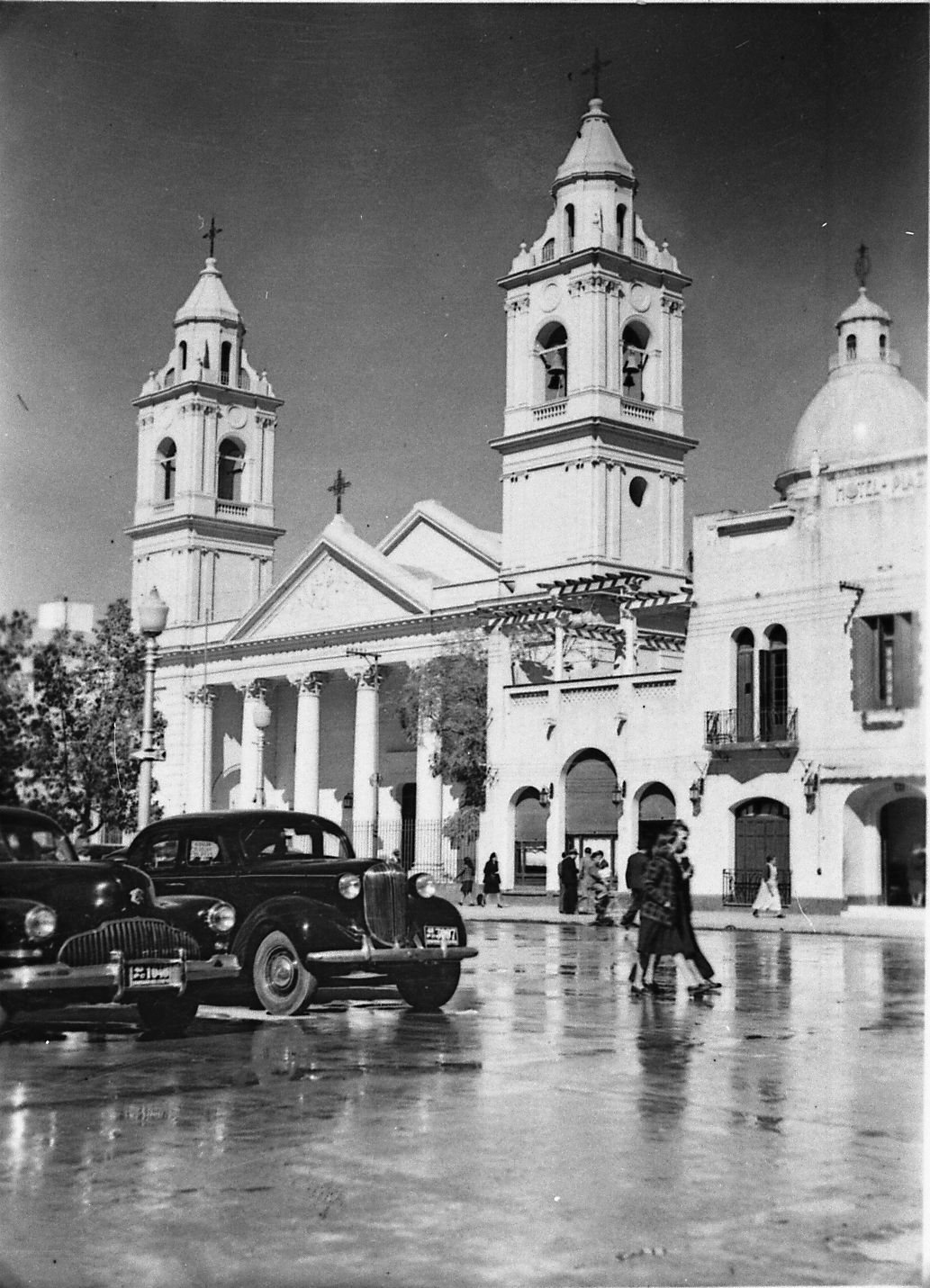
Catedral Basílica de la ciudad de Santiago del Estero, años cuarenta.

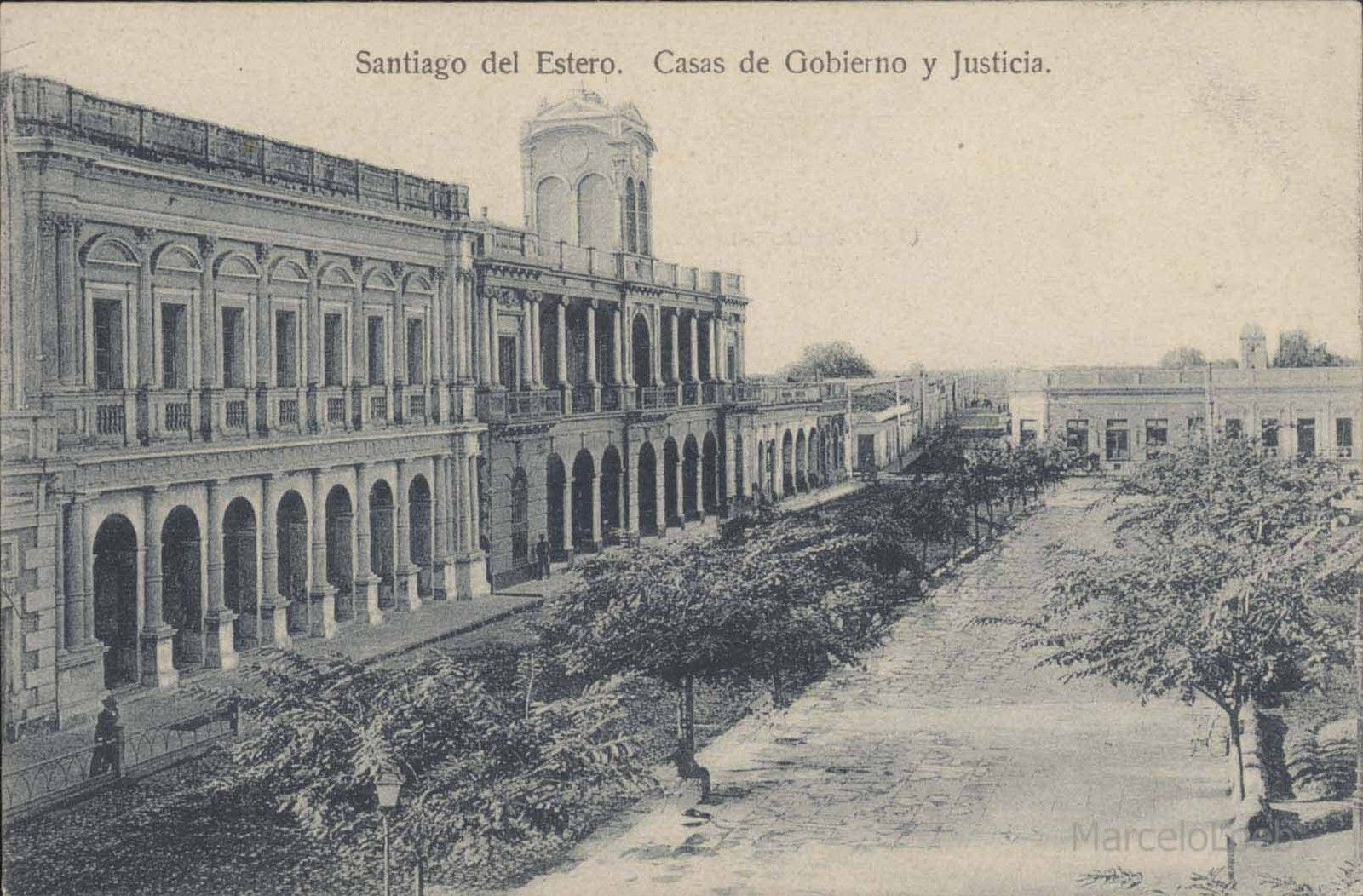
Cabildo (Casa de Gobierno y ex Palacio de Justicia)

La ciudad es el principal centro administrativo, financiero, y comercial de la provincia. Su crecimiento edilicio y comercial en los últimos años, le brinda un movimiento y una fisonomía propia de los centros urbanos, dándole todas las características de las ciudades modernas y pujantes. Posee también un rico patrimonio histórico, plasmado en algunas residencias de arquitectura antigua y en sus museos. Cuenta con lugares de interés turístico e histórico, como la Catedral, el Centro Cultural del Bicentenario, el Fórum, la casa de Andrés Chazarreta y el Convento de Santo Domingo, custodio de una de las réplicas del Santo Sudario.
Es la sede de dos universidades: la Universidad Nacional de Santiago del Estero y La Universidad Católica de Santiago del Estero. También es la sede de la diócesis de su mismo nombre, la primera del país.
En 2023 fue una de las cuatro sedes de la Copa Mundial Sub-20 de la FIFA Argentina 2023, junto con San Juan, Mendoza y La Plata.

## Historia

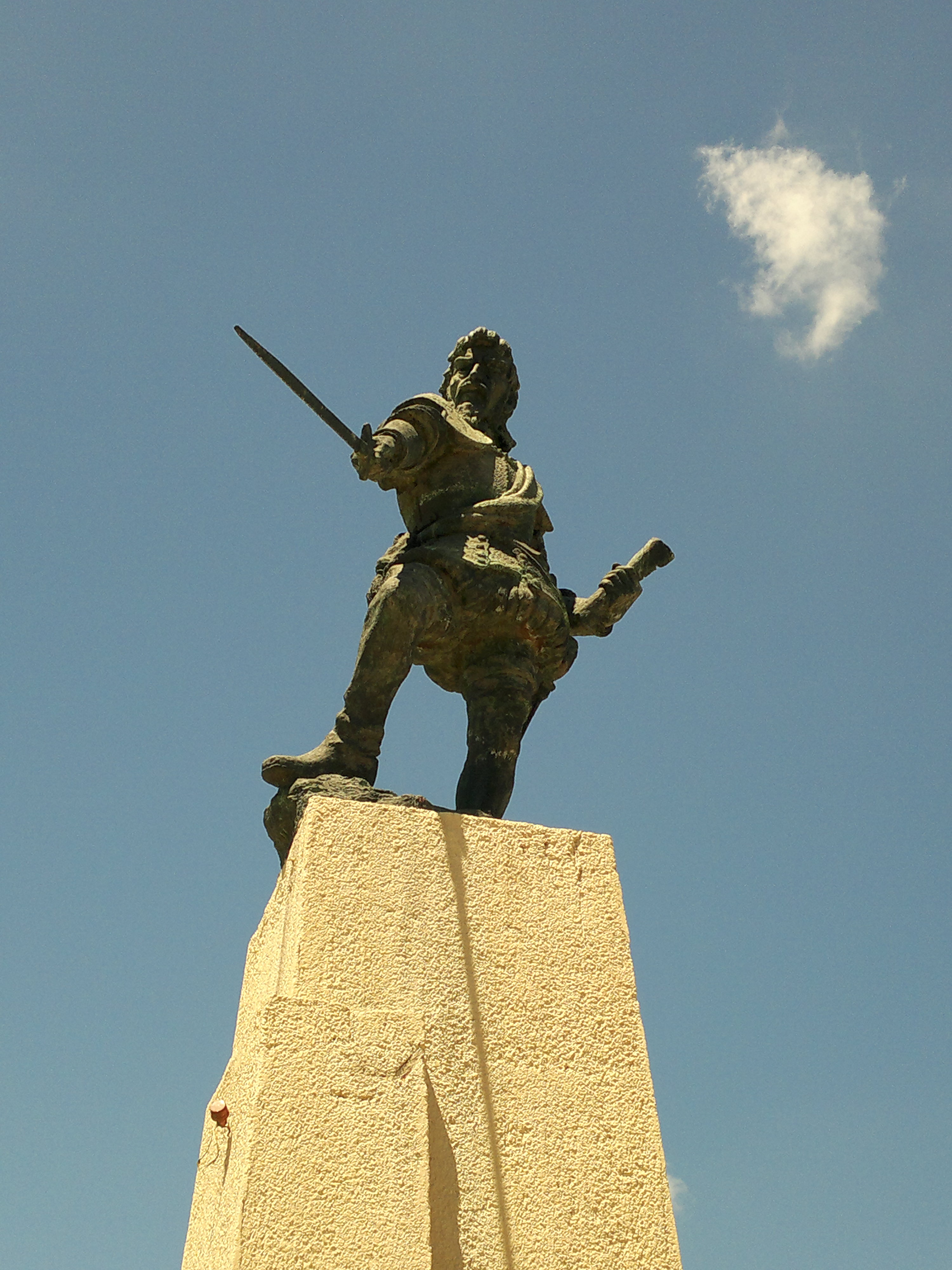
Monumento a Francisco de Aguirre, fundador de la ciudad en su actual emplazamiento.

Durante el siglo XVI los españoles fundaron por lo menos unas 40 poblaciones en el actual territorio argentino. Pero la mayoría de esas ciudades no duraron mucho, pues tuvieron que ser abandonadas, ya sea a causa de desastres naturales (inundaciones, tormentas, etc.) o a causa de los ataques de los indígenas. 
El  fuerte Sancti Spiritu, fundado por Gaboto en 1527, a orillas del río Paraná tuvo una vida efímera, pues a los dos años de haber sido fundada los indígenas la atacaron e incendiaron, poniendo en fuga a los pocos sobrevivientes. Buenos Aires, por su parte, fue fundada en 1536 por Pedro de Mendoza y se sostuvo mientras había buen trato con los querandíes que incluso, al inicio, alimentaron a los pobladores. Pasado un tiempo comenzó el conflicto con los aborígenes y la falta de comida que, sumado a las enfermedades y peleas internas, hicieron al fuerte inviable. En 1541 los propios habitantes lo destruyeron y abandonaron. Fue refundada en 1580 por Juan de Garay. 
Santiago del Estero, en cambio, sorteó todo tipo de vicisitudes y logró llegar hasta la actualidad como la ciudad más longeva del país. Los historiadores, sin embargo, discrepan sobre la fecha exacta de su fundación, mientras que algunos consideran que fue fundada en 1550, otros creen que la fecha real de su fundación fue 1553. Pero sea cual sea la fecha exacta, 1550 o 1553, ninguna otra ciudad, de lo que hoy es Argentina, ha existido durante más tiempo.

### Fundación

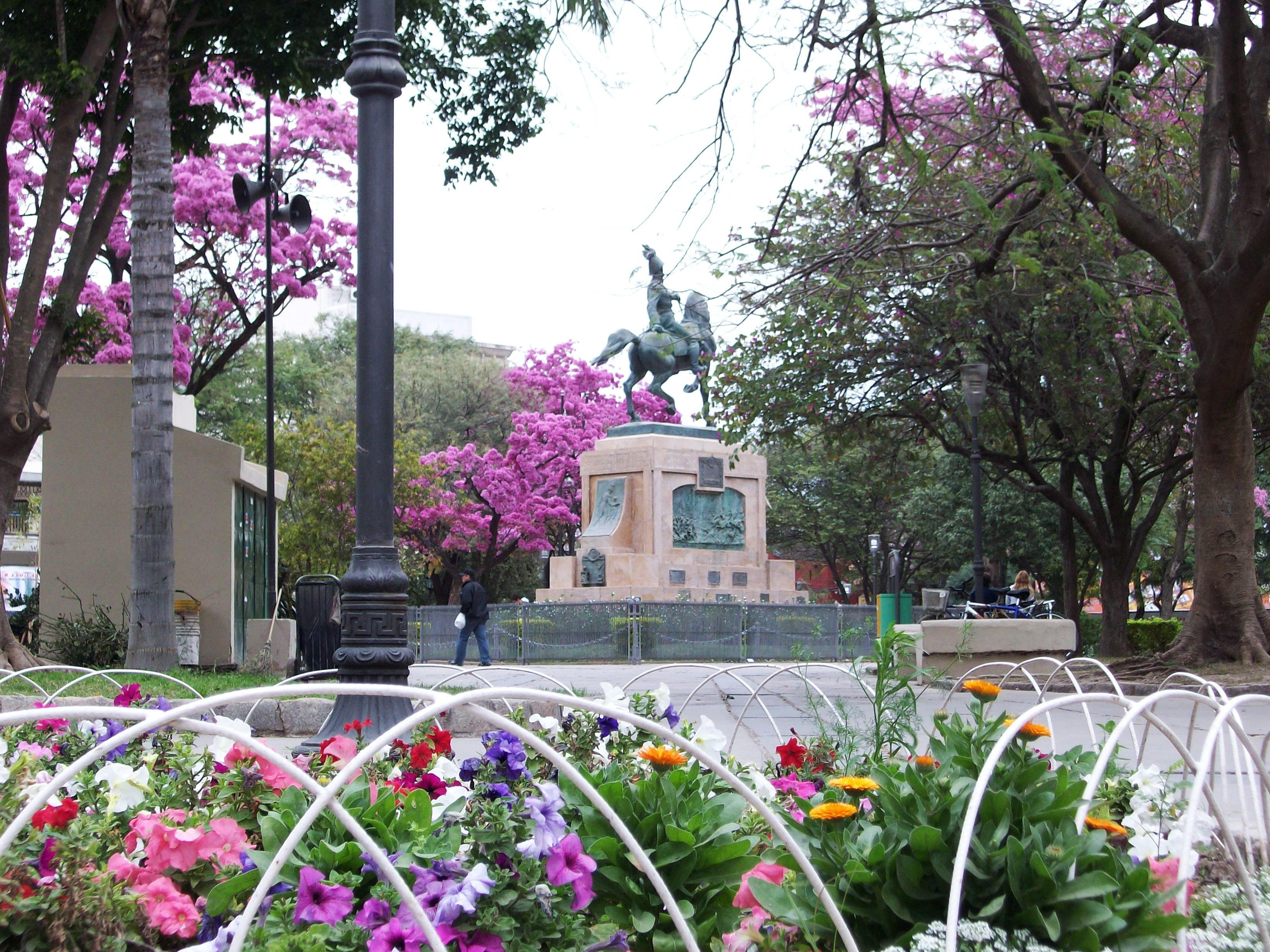
Plaza Libertad, centro histórico y neurálgico de la ciudad de Santiago del Estero.

La ciudad fue fundada el 29 de junio de 1550, en el sur de la provincia de Tucumán, por Juan Núñez de Prado, proveniente del Perú, con el nombre de El Barco, en honor a su ciudad natal en España, El Barco de Ávila. Al año siguiente (1551), Núñez de Prado se vio obligado a trasladar la ciudad al actual territorio salteño, jurisdicción del Perú, ya que la había fundado dentro de la Capitanía de Chile, y posteriormente (1552), tuvo que trasladarla de nuevo por mandato de Lima, al actual territorio santiagueño. Nuñez del Prado había sido degradado de gobernador a teniente gobernador bajo mandato chileno. Los habitantes de esta tercera El Barco fueron conminados por Francisco de Aguirre, segundo del fundador de Santiago de Chile, Pedro de Valdivia, quien apresó a Núñez del Prado, disolvió el cabildo, destruyó toda acta y, junto con colonos que él mismo traía de Chile, fundó una cuarta ciudad, pero con otro nombre: Santiago (para hacerla coincidir con la ciudad trasandina de la cual dependía) del Estero (por hallarse junto a una laguna cercana al río Dulce) el 25 de julio de 1553. 
Con Núñez de Prado, además de españoles, llegaron numerosos indios yanaconas, de habla quechua, lengua que dio origen al actual quichua santiagueño, ampliamente difundido en la provincia.

### Madre de ciudades
Desde Santiago del Estero, los españoles lanzaron expediciones que fundaron, sucesivamente, las ciudades de San Miguel de Tucumán (1565), Córdoba (1573), Salta (1582), La Rioja (1591), San Salvador de Jujuy (la primera fundación en 1561, ya que las otras dos fueron realizadas por la corriente colonizadora del Norte, desde Perú, en 1575 y 1593)  y Catamarca (1683). Es por ello que a Santiago a menudo se la llama «madre de ciudades».
La ciudad  de Santiago del Estero fue capital de la Gobernación del Tucumán (y su extensa jurisdicción desde Tarija hasta Córdoba) formando parte del Virreinato del Perú hasta 1776, fecha en que la Corona española creó el Virreinato del Río de la Plata y divide la extensa gobernación, quedando la ciudad de Santiago del Estero en la Intendencia de Salta del Tucumán (con cabecera en Salta). 
También Santiago del Estero fue la sede episcopal de la  Diócesis más antigua en el Virreinato del Río de la Plata y actual territorio argentino, denominada Obispado del Tucumán, creado en 1561 y hasta 1686, año en que se traslada la sede a Córdoba. Por esta histórica razón la ciudad es desde el 2024 la Sede Primada de la Iglesia Católica Argentina, dónde reside el Cardenal primado de Argentina, trasladándola el Papa Francisco desde Buenos Aires a Santiago del Estero.

### Historia posterior
Producida la Revolución de Mayo (1810), Santiago adhirió entusiasta a la causa emancipadora.
En 1817 la ciudad fue sacudida por un violento terremoto que causó graves daños, entre ellos, la destrucción de la catedral, que no pudo ser totalmente reconstruida sino hasta varias décadas más tarde.
Formó parte de la efímera República de Tucumán hasta el 27 de abril de 1820, cuando al proclamarse la autonomía provincial, se convirtió en capital de la nueva provincia de Santiago del Estero.
En 1884 el Ferrocarril Central Argentino, de capitales británicos, impulsado por intereses de la misma nacionalidad en explotar la abundante madera de quebracho de la provincia, llegó a Santiago del Estero.
A comienzos del siglo XX la ciudad ya tenía delimitado el centro por cuatro avenidas: Rivadavia, Alsina, Roca y Moreno y nomencladas numerosas calles: Sarmiento, Avellaneda, Urquiza, Juárez Celman entre otras.
El Mercado Armonía situado como en la actualidad, era el centro de los productos de fincas y chacras.
Se habían creado las plazas Belgrano, Independencia, Gral. Roca (hoy Lugones), Absalón Rojas (hoy San Martín) y San Martín (hoy Absalón Rojas).
Se trasladó el cementerio a su actual emplazamiento y ya funcionaban las escuelas Zorrilla, Laprida, Sarmiento y Belgrano. Se inauguró el Hospital de la Caridad (después Mixto, hoy Diego Alcorta) y comenzó el alumbrado público.

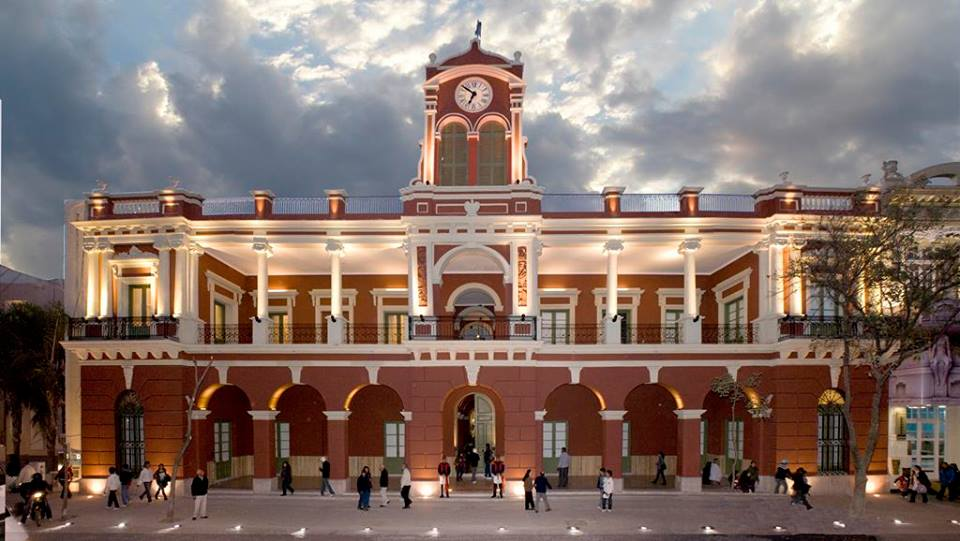
Centro Cultural Del Bicentenario.

A comienzos del siglo XX se produjo una epidemia de paludismo a causa del estancamiento de las aguas de un brazo muerto del río Dulce, donde proliferaban los mosquitos. Por iniciativa del doctor Antenor Álvarez se procedió al rellenado y posterior plantación de 1000 eucaliptus para absorber la humedad del suelo. Mil niños de escuelas primarias participaron de la plantación, y es así como nació el Parque Aguirre.
Según Decreto del 8 de enero de 1904 el gobernador de la provincia Pedro Barraza designó Intendente Municipal a Andrés Figueroa y la Municipalidad de la Capital comenzó así su gobierno en forma independiente el 1 de abril de 1904.
Ese mismo año se inauguró el servicio de agua corriente, en 1907 el Matadero Municipal (hoy Mercado de Abasto), en 1908 el Colegio Nacional, en 1910 el teatro Veinticinco de Mayo, en 1911 la Avenida Costanera (ampliada luego en 1917), en 1914 se ejecutó el primer trabajo de desagüe pluvial alrededor de la plaza Libertad, en 1916 se inauguró la Escuela del Centenario y se procedió a la pavimentación de las calles principales utilizando adoquines y en el año 1919 se inauguró el Estadio Doctores Castiglione del Club Mitre, que fue declarado Monumento Histórico Provincial y Municipal.
En 1926 terminó la construcción del Puente Carretero, que en su momento fue uno de los más largos de Sudamérica y comunicaba a la ciudad con La Banda. Fue donado por el gobierno alemán como un acto de reparación hacia la República Argentina por el hundimiento de dos barcos durante la Primera Guerra Mundial.
En la década de 1930 se culminó la Avenida Costanera y se remozó el Mercado Armonía. En la de 1940 el centro urbano se expandió hacia el norte, surgieron los Paseos España y Alvear, se densificó las zonas del Mercado de Abasto, Estación del Ferrocarril Mitre y Regimiento. En 1945 comienza a percibirse un ordenamiento urbano: se construyeron nuevos barrios en la periferia y el servicio urbano de transporte comenzó a comunicarlos entre sí.
La construcción en 1950 de la cercana represa de Los Quiroga sobre el río Dulce solucionó los problemas de escasez de agua e impulsó la agricultura, sobre todo algodón y olivo.
En 1951 comenzó el tendido de la red de gas domiciliario en el sector céntrico de la ciudad. En 1952 se inauguró la actual Casa de Gobierno de la Provincia, y en 1953 se estableció la primera casa de altos estudios de la ciudad, el Instituto Superior del Profesorado.

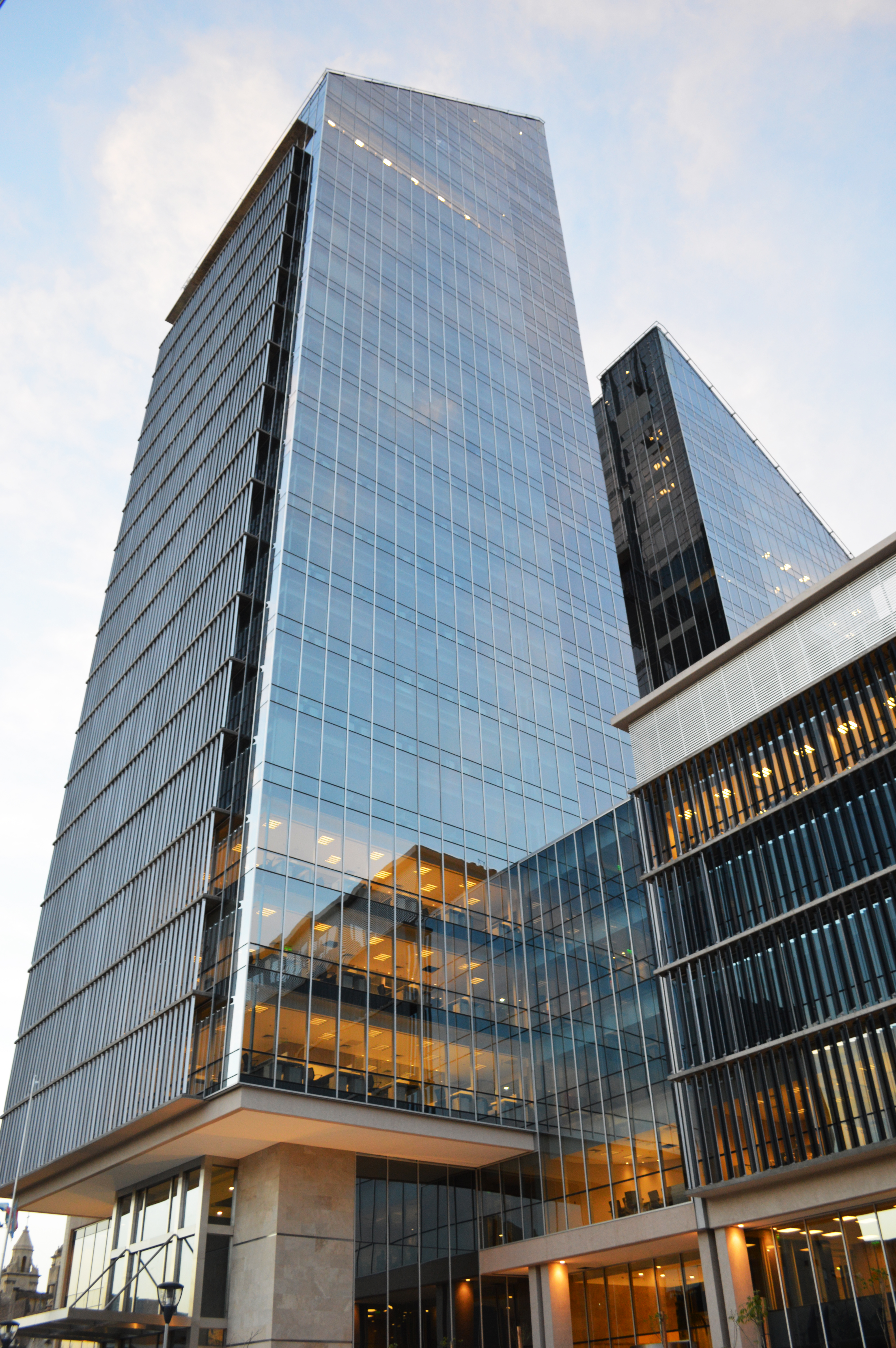
Torre de Ministerios (Economía y Educación) del Complejo Juan Felipe Ibarra. Con 24 pisos y 105 metros de altura, la torre de Economía es la más alta de su tipo en la ciudad y el noroeste argentino.

En 1957 se levantó el primer edificio en altura: el Tab-y-Cast, construido donde antes se erigía la Casa del gobernador Manuel Taboada. Hacia 1959 el gobernador Eduardo Miguel inauguró el barrio 8 de abril.

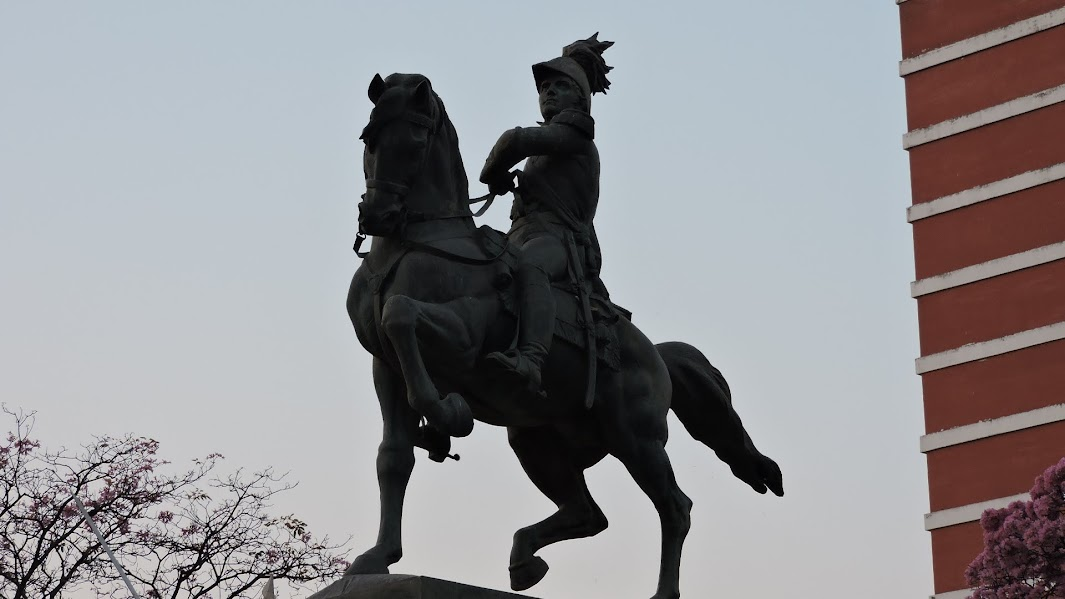
Estatua ecuestre de Manuel Belgrano, Plaza Libertad.

En la década de 1960 la ciudad ya estaba consolidada. Comenzaron a construirse edificios de departamentos, se instaló Canal 7, primera emisora televisiva del norte del país, se fundó la Universidad Católica de Santiago del Estero y se construyó el barrio de Tala Pozo, hoy Barrio Almirante Brown, destinado a albergar migrantes rurales.
En la década de 1970 se taló la alameda de la avenida Belgrano, se entubó la acequia real, se suprimieron las platabandas de lapachos de las avenidas Pedro León Gallo y Sáenz Peña para ensancharlas, se forestó la ribera del río Dulce y se instalaron los monumentos a Francisco de Aguirre y el Cristo Redentor. Se instalaron también los primeros semáforos, se construyó el nuevo puente de vinculación con La Banda, se cambió de denominación a los antiguos barrios (por ejemplo Chumillo por Reconquista e Independencia, Tala Pozo por Almirante Brown, Las Cejas por Don Bosco), se cubrió el empedrado del centro de la ciudad por una capa asfáltica y se creó la Universidad Nacional de Santiago del Estero.
También se ampliaron los barrios Jorge Newbery y Belgrano, aparecieron los barrios Tradición, Primera Junta y Cabildo y en 1976 la Ciudad Satélite, como se llamaba al barrio Autonomía.
En la década de 1980 se incrementaron los servicios de la ciudad, se accede a la luz, gas, agua potable y asfalto en los barrios. Se remodelan las plazas y la zona comercial se transforma en un área peatonal que cambia el centro de Santiago del Estero.
En 1993 la ciudad saltó a los titulares de la prensa internacional cuando estallaron disturbios en los alrededores de la residencia del gobernador. Lo que empezó como una protesta de trabajadores estatales a los que no se les había pagado en tres meses, pronto se convirtió en grandes manifestaciones de hasta 4000 personas, que quemaron autos, destruyeron oficinas gubernamentales y hasta invadieron las casas de importantes políticos.

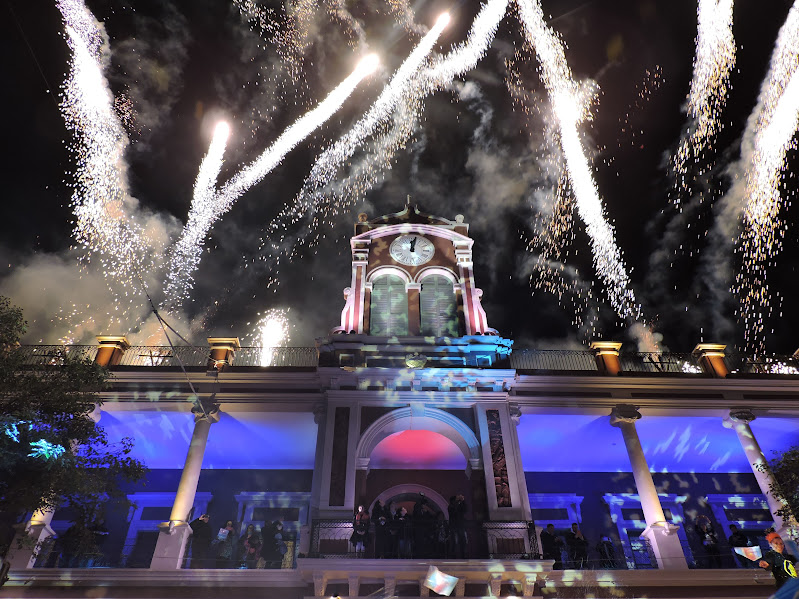
Festejos del aniversario N°466 de la fundación de Santiago del Estero.

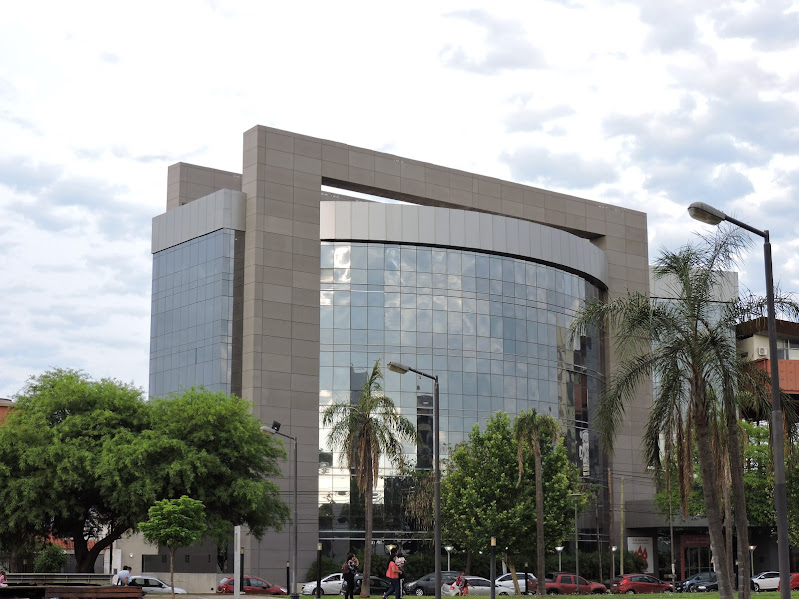
Honorable Cámara de Diputados de Santiago del Estero.

En años recientes la ciudad ha hecho progresos notables. En 2008 se inauguró la nueva terminal de ómnibus y en 2014 se concluyó la construcción del Complejo Juan Felipe Ibarra, el cual alberga los Ministerios de Economía y Educación. El edificio de Economía consta de 24 pisos y 105 metros de altura, es el más alto del complejo y el más alto de la ciudad de Santiago del Estero y del Noroeste Argentino, mientras que el edificio de Educación consta de 18 pisos y 75 metros de altura.
En 2014 Cristina Fernández de Kirchner propuso trasladar la Capital Federal a esta ciudad. "Tal vez más al centro del país o podría ser aquí" .

## Geografía

### Ubicación
La ciudad se sitúa en las coordenadas 27°47′04″S 64°16′01″O / -27.78444, -64.26694, en el margen derecho del río Dulce, en una zona de bañados y esteros. En la región del Chaco seco o semiárido, no obstante dada la cercanía del río, los alrededores de Santiago están formados por tierras de regadío.
Se halla a 182 metros sobre el nivel del mar.

### Extensión y población
Cuenta con una población, según el censo de 2010 de 252 192 habitantes, no obstante su área metropolitana, también denominada Gran Santiago del Estero, abarca una población total de 360 923, formando una unidad junto con la vecina ciudad de La Banda y otras poblaciones cercanas menores.

### Clima
Se caracteriza por una gran variabilidad en cuanto al régimen de temperaturas y humedad, consecuencia de los ritmos climáticos característicos de las ecorregiones que la rodean.
Hay siete meses de clima confortable, desde mediados de otoño, hasta mediados de la primavera, en que comienzan los días cálidos con temperaturas superiores a 32 °C. A partir de entonces se alternan las lluvias, que se prolongan desde noviembre hasta marzo.

El invierno normalmente se caracteriza por la ausencia casi total de precipitaciones. Las temperaturas durante esta época son muy variables, habiendo registros de años en los que se puede decir que no ha habido inviernos, con otros de intensos fríos, heladas y registros bajo cero durante varios días o semanas. También es frecuente la alternancia entre días de intenso frío y otros de calor moderado. Las mínimas extremas alcanzan valores de 1 °C. La media normal es de 6 °C.

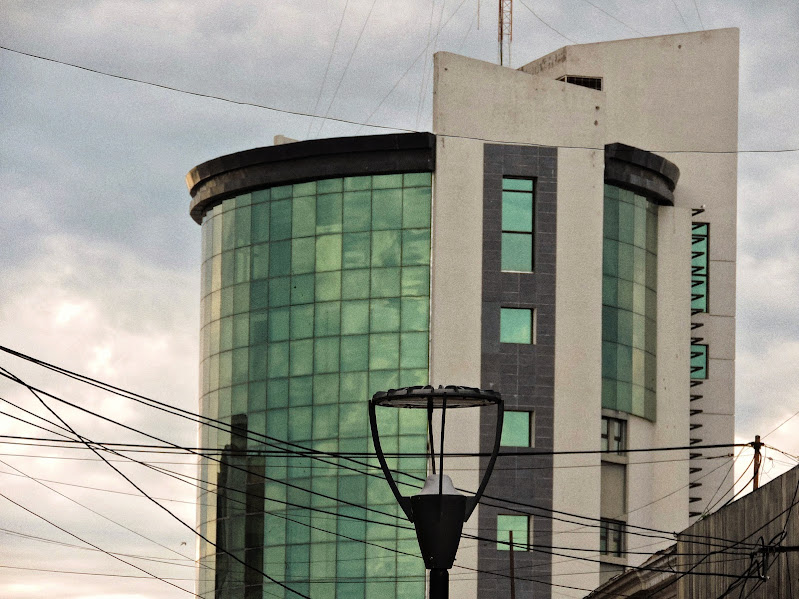
Torre de oficinas en Santiago del Estero (2019).

La primavera es la estación más seca del año, con ausencia prácticamente total de lluvias. En cuanto a las temperaturas se pueden distinguir tres etapas: la primavera fresca, que abarca el mes de septiembre, la primavera propiamente dicha, durante el mes de octubre y la primavera cálida, en el mes de noviembre. A partir de este mes se produce un rápido aumento de las temperaturas, siendo que a fines de noviembre y en diciembre se alcanzan los valores más altos del año. Durante esta estación son frecuentes los vientos del sudeste y del noreste, que transportan gran cantidad de polvo.
El verano es en Santiago del Estero la estación lluviosa por excelencia. En el curso de cada semana puede considerarse que tres días son cálidos, produciéndose el fenómeno de la «depresión térmica», que origina la irrupción de aire frío, con lluvias. Entre diciembre y enero la temperatura llega cerca de los 40 °C, la época más calurosa del año.
El otoño es en la ciudad la época más agradable, normalmente el cielo se halla nublado, con largos periodos de lloviznas y sin vientos.
El clima de Santiago del Estero es del tipo clima semiárido cálido (BSh), de acuerdo con la clasificación climática de Köppen.
| Parámetros climáticos promedio de Santiago del Estero Aero (1991–2024). | Parámetros climáticos promedio de Santiago del Estero Aero (1991–2024). | Parámetros climáticos promedio de Santiago del Estero Aero (1991–2024). | Parámetros climáticos promedio de Santiago del Estero Aero (1991–2024). | Parámetros climáticos promedio de Santiago del Estero Aero (1991–2024). | Parámetros climáticos promedio de Santiago del Estero Aero (1991–2024). | Parámetros climáticos promedio de Santiago del Estero Aero (1991–2024). | Parámetros climáticos promedio de Santiago del Estero Aero (1991–2024). | Parámetros climáticos promedio de Santiago del Estero Aero (1991–2024). | Parámetros climáticos promedio de Santiago del Estero Aero (1991–2024). | Parámetros climáticos promedio de Santiago del Estero Aero (1991–2024). | Parámetros climáticos promedio de Santiago del Estero Aero (1991–2024). | Parámetros climáticos promedio de Santiago del Estero Aero (1991–2024). | Parámetros climáticos promedio de Santiago del Estero Aero (1991–2024). |
| Mes                                                                     | Ene.                                                                    | Feb.                                                                    | Mar.                                                                    | Abr.                                                                    | May.                                                                    | Jun.                                                                    | Jul.                                                                    | Ago.                                                                    | Sep.                                                                    | Oct.                                                                    | Nov.                                                                    | Dic.                                                                    | Anual                                                                   |
| ----------------------------------------------------------------------- | ----------------------------------------------------------------------- | ----------------------------------------------------------------------- | ----------------------------------------------------------------------- | ----------------------------------------------------------------------- | ----------------------------------------------------------------------- | ----------------------------------------------------------------------- | ----------------------------------------------------------------------- | ----------------------------------------------------------------------- | ----------------------------------------------------------------------- | ----------------------------------------------------------------------- | ----------------------------------------------------------------------- | ----------------------------------------------------------------------- | ----------------------------------------------------------------------- |
| Temp. máx. abs. (°C)                                                    | 45.2                                                                    | 45.7                                                                    | 41.7                                                                    | 38.3                                                                    | 35.0                                                                    | 31.0                                                                    | 37.0                                                                    | 39.3                                                                    | 43.0                                                                    | 45.2                                                                    | 46.5                                                                    | 45.0                                                                    | 46.5                                                                    |
| Temp. máx. media (°C)                                                   | 34.2                                                                    | 32.7                                                                    | 30.5                                                                    | 26.7                                                                    | 23.1                                                                    | 20.4                                                                    | 20.9                                                                    | 24.8                                                                    | 27.6                                                                    | 30.6                                                                    | 32.5                                                                    | 34.1                                                                    | 28.2                                                                    |
| Temp. media (°C)                                                        | 27.0                                                                    | 25.8                                                                    | 23.8                                                                    | 20.1                                                                    | 16.2                                                                    | 12.9                                                                    | 12.1                                                                    | 15.4                                                                    | 19.1                                                                    | 22.8                                                                    | 25.0                                                                    | 26.7                                                                    | 20.6                                                                    |
| Temp. mín. media (°C)                                                   | 20.7                                                                    | 20.0                                                                    | 18.5                                                                    | 14.9                                                                    | 10.7                                                                    | 7.1                                                                     | 4.9                                                                     | 7.2                                                                     | 10.8                                                                    | 15.6                                                                    | 18.1                                                                    | 20.2                                                                    | 14.1                                                                    |
| Temp. mín. abs. (°C)                                                    | 11.8                                                                    | 9.4                                                                     | 5.5                                                                     | -1.4                                                                    | -6.8                                                                    | -6.5                                                                    | -8.5                                                                    | -6.3                                                                    | -4.5                                                                    | 2.5                                                                     | 4.0                                                                     | 6.2                                                                     | -8.5                                                                    |
| Precipitación total (mm)                                                | 139.3                                                                   | 106.5                                                                   | 94.3                                                                    | 39.9                                                                    | 16.0                                                                    | 9.3                                                                     | 1.6                                                                     | 3.5                                                                     | 10.0                                                                    | 55.2                                                                    | 71.8                                                                    | 105.0                                                                   | 652.4                                                                   |
| Días de precipitaciones (≥ 0.1 mm)                                      | 9.3                                                                     | 8.2                                                                     | 8.9                                                                     | 6.8                                                                     | 4.6                                                                     | 3.7                                                                     | 1.7                                                                     | 0.9                                                                     | 2.0                                                                     | 5.9                                                                     | 6.8                                                                     | 8.8                                                                     | 67.7                                                                    |
| Horas de sol                                                            | 235.6                                                                   | 214.7                                                                   | 192.2                                                                   | 159.0                                                                   | 148.8                                                                   | 132.0                                                                   | 158.1                                                                   | 220.1                                                                   | 201.0                                                                   | 220.1                                                                   | 231.0                                                                   | 229.4                                                                   | 2342.0                                                                  |
| Humedad relativa (%)                                                    | 65.2                                                                    | 68.9                                                                    | 72.8                                                                    | 75.3                                                                    | 74.9                                                                    | 72.7                                                                    | 62.9                                                                    | 52.2                                                                    | 49.2                                                                    | 54.7                                                                    | 57.3                                                                    | 61.3                                                                    | 63.9                                                                    |
| Fuente: Servicio Meteorológico Nacional                                 |                                                                         |                                                                         |                                                                         |                                                                         |                                                                         |                                                                         |                                                                         |                                                                         |                                                                         |                                                                         |                                                                         |                                                                         |                                                                         |

### Sismicidad
La sismicidad del área de Santiago del Estero es frecuente y de intensidad baja, y un silencio sísmico de terremotos medios a graves cada 40 años.
El 4 de julio de 1817 (208 años), sismo de 1817 de 7,0 Richter, con máximos daños reportados al centro y norte de la provincia, donde se desplomaron casas y se produjo agrietamiento del suelo, los temblores duraron alrededor de una semana. Se estimó una intensidad de VIII grados Mercalli. Hubo licuefacción con grandes cantidades de arena en las fisuras de hasta 1 m de ancho y más de 2 m de profundidad. En algunas de las casas sobre esas fisuras, el terreno quedó cubierto de más de 1 dm de arena.
Aunque la actividad geológica ocurre desde épocas prehistóricas, el sismo del 20 de marzo de 1861 (164 años) señaló un hito importante dentro de la historia de eventos sísmicos argentinos ya que fue el más fuerte registrado y documentado en el país. A partir del mismo la política de los sucesivos gobiernos provinciales y municipales han ido extremando cuidados y restringiendo los códigos de construcción. Pero solo con el terremoto de San Juan de 1944, del 15 de enero de 1944 (81 años) los Estados provinciales tomaron real estado de la gravedad sísmica de la región.

## Economía
La ciudad de Santiago del Estero es el centro de una vasta región agro-ganadera, localizada sobre todo en la mitad oriental de la provincia, de clima más benigno y bien regada por los ríos: (algodón, soja, maíz y cebolla; ganado bovino).
Pero la mayoría de los habitantes de la ciudad trabajan en el sector de servicios: comercio, finanzas, educación, salud, transporte, comunicaciones, etc. El sector industrial es aún muy pequeño e incipiente. El parque industrial, situado en la vecina ciudad de La Banda, produce alimentos procesados, calzados, productos metalúrgicos, textiles y pequeñas producciones de escasa tecnología.

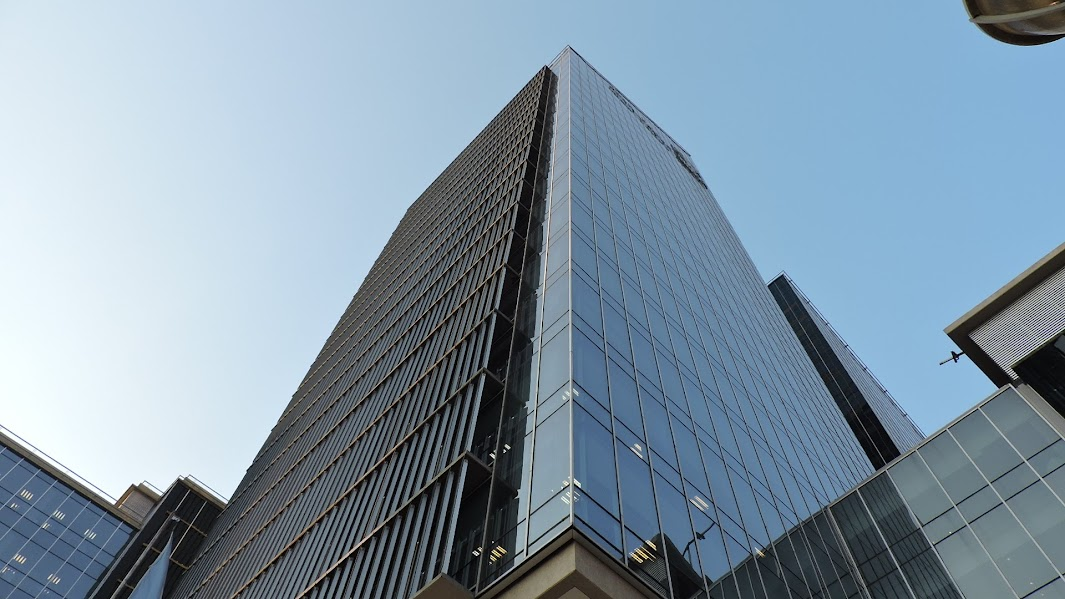
Complejo Juan Felipe Ibarra (2019).

## Transportes

### Aéreos
Al noreste de la ciudad se encuentra el aeropuerto Ángel de la Paz Aragonés, con servicios regulares a Buenos Aires. A fines de 2011 fueron anunciadas las obras de remodelación y ampliación del aeropuerto, a realizarse en tres etapas y sin suspender la actividad del mismo.
En febrero de 2012 se habilitó la primera etapa, inaugurada oficialmente a fines de marzo de ese año. Al mismo tiempo, avanzó la segunda etapa de las obras.

### Ferroviarios
La ciudad es terminal del Ferrocarril General Mitre. En la actualidad, el edificio de la antigua terminal no está siendo utilizado para el transporte ferroviario. Desde 2012 alberga el Centro de Convenciones Fórum, habiéndose modificado el edificio con agregados de diseño contemporáneo.
La única estación ferroviaria del área metropolitana con servicios de larga distancia se encuentra en la ciudad de La Banda, con servicios regulares hacia San Miguel de Tucumán, al norte, y hacia Córdoba y Buenos Aires, al sur. Existe además un servicio regional hasta la ciudad de Fernández.
La vía entre La Banda y Santiago del Estero fue transformada en 2008 para la construcción del viaducto a la nueva terminal de ómnibus, inaugurada en noviembre de ese año. Sobre esta vía, en 2016 se inauguró el Tren al Desarrollo, un tren ligero diésel, que une a Santiago del Estero con la estación ferroviaria de La Banda. Nace en cercanías al Fórum y a la Terminal de Ómnibus, pasando por el Jardín Botánico y el Nodo Tecnológico de La Banda.

### Terrestres

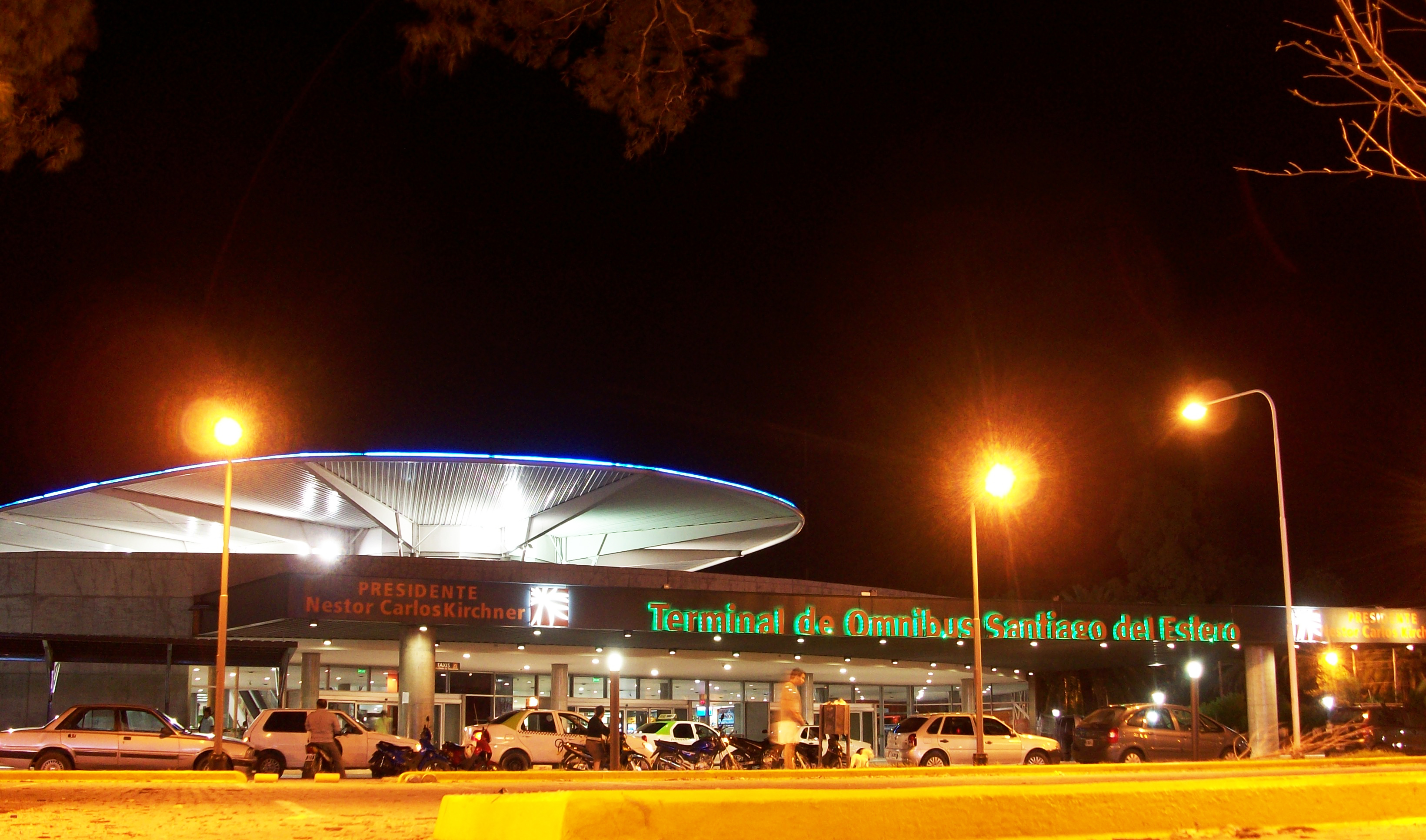
Panorámica de la Terminal de ómnibus de Santiago del Estero.

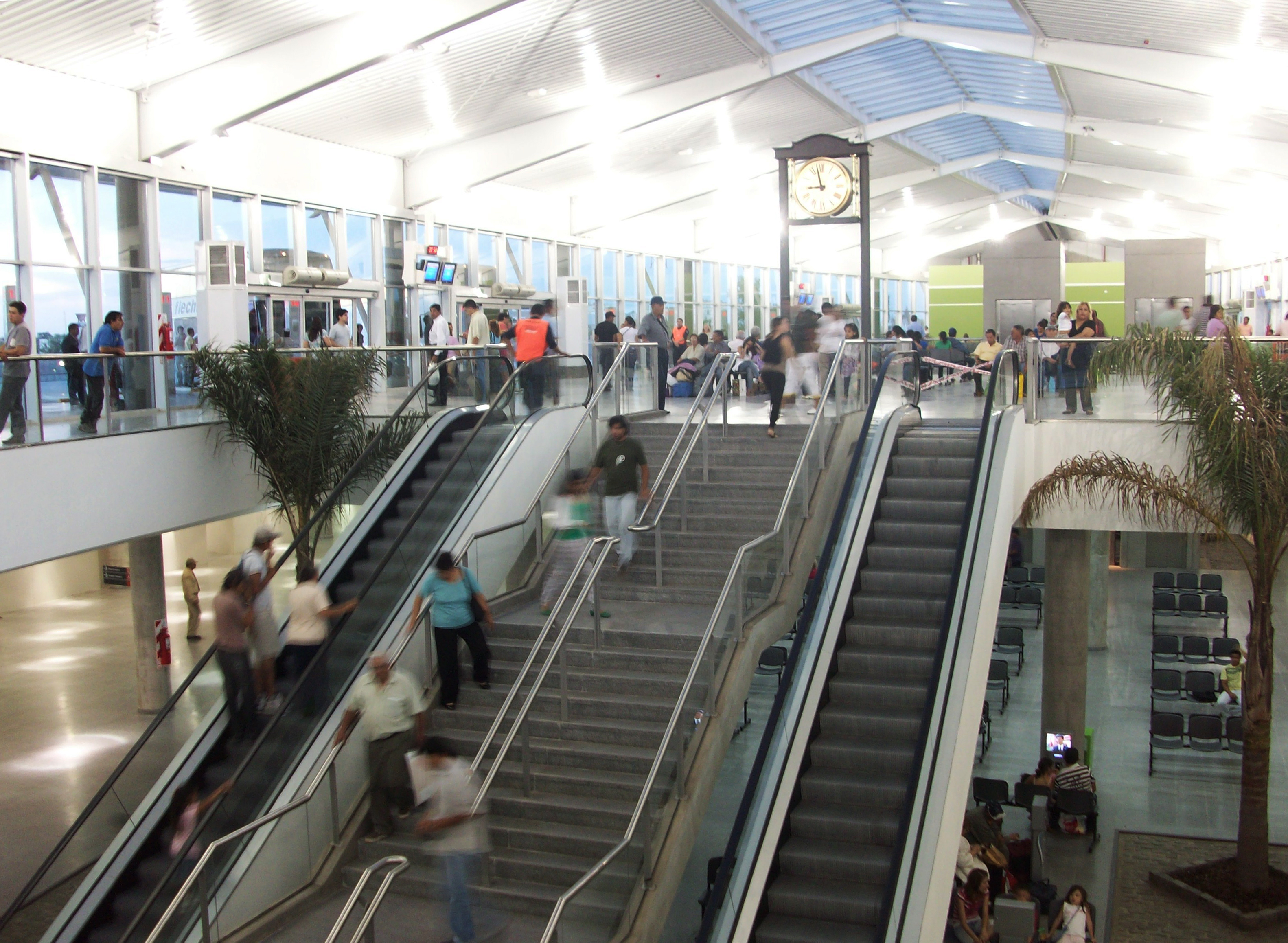
Interior de la Terminal de ómnibus.

Pasa por la ciudad de Santiago del Estero la ruta nacional 9, que hacia el norte la une con las ciudades de San Miguel de Tucumán, Salta y San Salvador de Jujuy, y hacia el sur se dirige hacia Córdoba, Rosario y Buenos Aires; la ruta 64, que va en dirección hacia el oeste, una a Santiago con la capital catamarqueña.
En tanto que por la vecina ciudad de La Banda pasa la ruta nac. 34, que hacia el sur llega hasta la ciudad de Rosario mientras que al norte llega hasta las provincias de Salta y Jujuy. A unos 50 km al este de la ciudad, sobre la mencionada ruta 34, se inicia la RN 89, en dirección a la ciudad de Resistencia (Chaco).
En la terminal de ómnibus de la ciudad operan numerosas compañías, con servicios regulares de transporte de pasajeros hacia gran parte del país, como así también hacia el interior de la provincia. En 2006, se adjudicó a la empresa Riva S.A. la construcción de la nueva terminal de ómnibus de Santiago del Estero con 38 plataformas, diseñada por el estudio de arquitectura MSGSSS. La costosa obra, incluyó la construcción de un viaducto de acceso, conectando la terminal con la Avenida Costanera sobre el terraplén del clausurado Ferrocarril General Mitre, y la pavimentación de calles aledañas.
La nueva terminal de ómnibus fue inaugurada el 27 de noviembre de 2008, mientras el Gobierno Provincial comenzaba las obras de restauración histórica de la antigua estación ferroviaria, ya sin posibilidad de rehabilitarse debido al levantamiento de las vías para la construcción del nuevo viaducto. En marzo de 2010, comenzó la construcción del Paseo de la Terminal, transformando los costados del viaducto de acceso en un parque público lineal, con juegos infantiles, forestación y espacios de recreación. Fue inaugurado en agosto de ese año.

## Educación
La principal casa de Altos Estudios es la Universidad Nacional de Santiago del Estero (UNSE), que cuenta con dos campus, uno situado en la ciudad y otro en la vecina localidad del Zanjón, seguida de la Universidad Católica de Santiago del Estero, cuyas instalaciones se encuentra en las inmediaciones del río Dulce y el Parque Aguirre.
Hay también, numerosos institutos de nivel terciario, con una amplia variedad de carreras. 

## Medios de comunicación

### Diarios
- Radio Exclusiva
- Revista La Columna
- El Liberal
- Nuevo Diario
- Diario La Tarde
- Panorama
- Prensa Digital
- Nuevo Diario Web
- La Tarde Digital
- Semanario Noti Express
- SDE Rock
- Subida de Línea
- Mundo Político Diario
- La Voz de la Gente

### Radios AM/FM
- Radio LV11 Santiago del Estero (AM 890 kHz/FM 88.1 MHz)
- Radio Panorama (FM 100.1 MHz)
- La Red Santiago del Estero/Panorama (FM 100.1 MHz)
- Cadena 3 Santiago del Estero (FM 100.5 MHz)
- Rivadavia Santiago del Estero (FM 94.9 MHz)
- Los 40 Santiago del Estero (FM 88.5 MHz)
- CNN Radio Santiago del Estero (FM 94.5 MHz)
- LRA 21 Radio Nacional Santiago del Estero (AM 1130 kHz/FM 98.5 MHz)
- La 100 Santiago del Estero/Cielo (FM 101.7 MHz)
- Radio 10 Santiago del Estero (FM 90.5 MHz)
- Continental Santiago del Estero/Exclusiva (FM 103.7 MHz)
- Rock & Pop Santiago del Estero/Radio Latina (FM 103.3 MHz)
- Mega Santiago del Estero (FM 90.1 MHz)
- Del Plata Santiago del Estero (FM 88.9 MHz)
- Red Aleluya Santiago del Estero/Vértice (FM 89.7 MHz)
- Dsports Stgo. del Estero (FM 106.5 MHz)
- Red Aleluya Santiago del Estero (FM 89.7 MHz)
- Sport (FM 89.1 MHz)
- Mujer FM (FM 95.3 MHz)
- Soft (FM 102.1 MHz)
- Meridiano (FM 99.3 MHz)
- Banda (FM 107.5 MHz)
- Radio Río (FM 104.1 MHz)
- Nostalgias (FM 93.1 MHz)
- La Cumbre (FM 107.9 MHz)
- Universidad (FM 92.9 MHz)
- Top (FM 106.3 MHz)
- Radio Uno (FM 103.1 MHz)
- El Rayo (FM 101.9 MHz)
- Latina (FM 105.3 MHz)
- Estudio Uno (FM 104.9 MHz)
- Radio Provincia (FM 100.9 MHz)
- Express (FM 96.1 MHz)
- Santiago Manta (FM 105.7 MHz)
- Del Estero (FM 102.3 MHz)
- Tropical (FM 106.9 MHz)
- Gottau (FM 91.1 MHz)
- Del Pueblo (FM 95.9 MHz)
- Fantástica (FM 91.7 MHz)
- Radio Soft (FM 102.1 MHz)
- Radio Show (FM 96.5 MHz)
- Nueva Radio Popular (FM 98.1 MHZ)
- Radio Vostok (fm 93.9 MHz)
- Radio BBN (90.9 FM)

### Televisión
- Canal 7
- Canal 3 UCSE
- Canal 4 Cable Express
- Canal 14 de TIC

## Parques y Jardines

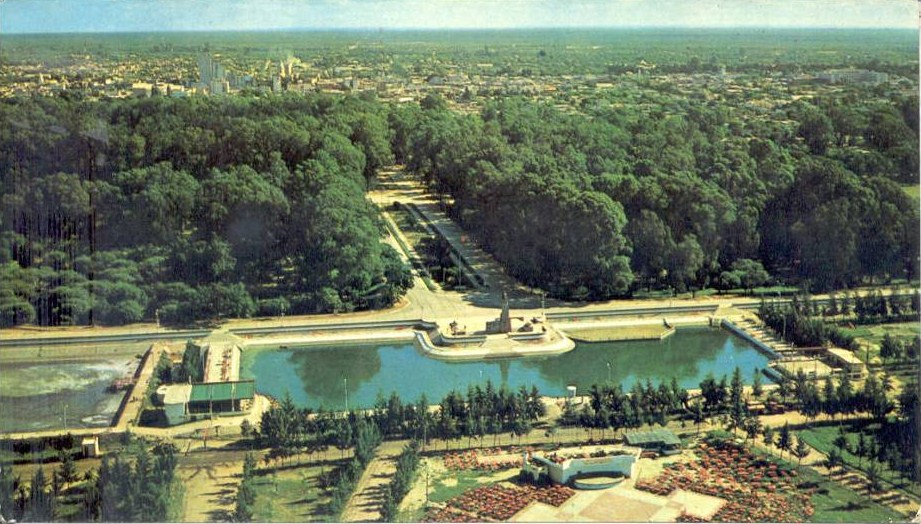
Parque Francisco de Aguirre, principal pulmón verde de la ciudad.

- Parque Francisco de Aguirre
- Parque Norte
- Parque Sur
- Parque Oeste
- Jardín Botánico de Santiago

## Cultura

### Museos
La ciudad cuenta desde 2010 con el nuevo Centro Cultural del Bicentenario, un complejo cultural y museográfico que concentra en un solo edificio a los antiguos museos de la ciudad: el de Bellas Artes, el de Antropología y el Histórico.
Fue instalado en el ampliado edificio del antiguo Cabildo (antigua Casa de Gobierno de la Provincia) cuya fachada fue reconstruida a su aspecto original, y sus interiores fueron modernizados por completo, sumando terrenos vecinos para extender las salas de exposiciones.

### Música folklórica
El folclore, con sus tradicionales chacareras, son parte del patrimonio cultural típico de la provincia.
El folclore esta sumamente arraigado en esta región, especialmente Santiago del Estero, origen de muchos de los más destacados intérpretes y compositores de música popular del país.
Es así como se encuentran en casi todas las localidades de la región sitios donde se pueden disfrutar zambas, vidalas, coplas y chacareras, abundando las peñas y festivales.

### El rock en la provincia
Fue mucho el crecimiento que tuvo el género en la ciudad capital e interior. Tanto que se realizaron Grandes Festivales, en los que abrieron las puertas a bandas locales para poder mostrarse y poder llegar con su música a distintas partes del NOA.

### Instrumentos típicos
Los instrumentos autóctonos de esta región son el charango (instrumento de cuerda cuya caja es de caparazón de quirquincho), el erke (instrumento de viento de origen quechua utilizado para la celebración del Corpus Christi en Salta y la Quebrada de Humahuaca en Jujuy), la quena (flauta sin embocadura actualmente de caña que los indígenas construían con madera o tierra cocida y tibias), y el bombo legüero (instrumento de percusión utilizado en el folclore nacional realizado en una sola pieza de madera de ceibo ahuecada).
También es originario de la provincia un instrumento denominado Sachaguitarra, creado por Elpidio Herrera, oriundo de la localidad de Villa Atamisqui.

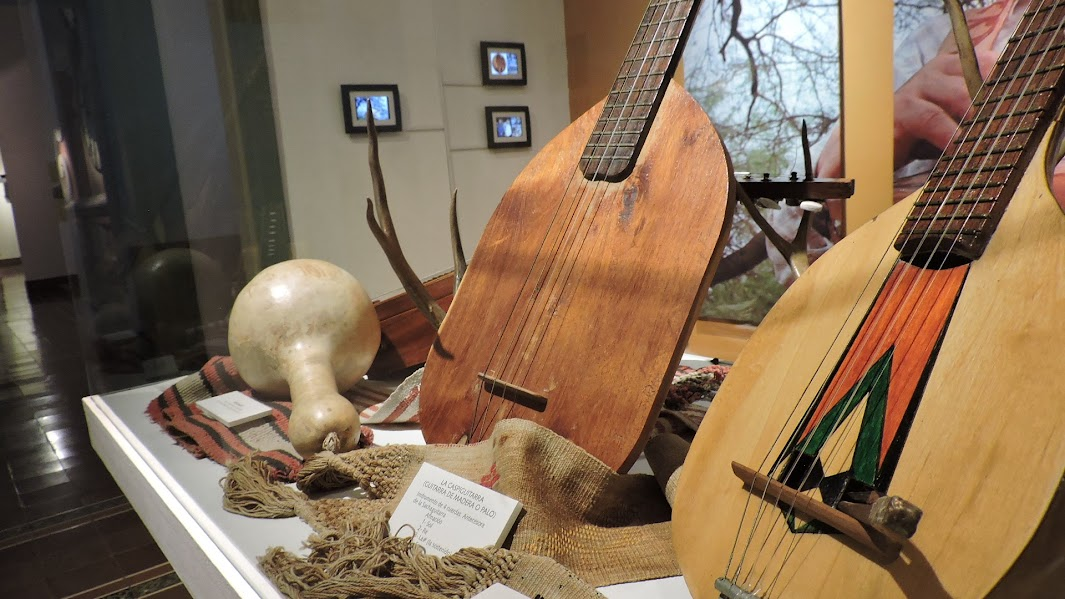
Caspi guitarra en el Centro Cultural del Bicentenario (CCB).

### Danzas tradicionales
Las danzas de la región son la zamba (de ritmo lento y melancólico, donde intervienen los pañuelos de la pareja que la baila, y el hombre y la mujer destacan su galanteo); el malambo santiagueño (solo la baila el hombre, destacándose su destreza en el zapateo); el gato (de ritmo alegre, homenajeando las cosas buenas de la vida, donde el hombre zapatea y la mujer lo ronda admirando su destreza); el escondido (semejante al gato pero en un momento el hombre se esconde para que al mujer baile sola); la chacarera (propia de la cultura gauchesca que tiene un ritmo pegadizo, con letras de dolor y desgracia que transparentan el carácter de los gauchos cuando se sentían melancólicos);  Otra danza más moderna es la guaracha santiagueña, una danza típica en los boliches y bailes; es un ritmo alegre muy parecido al cuarteto cordobés. La guaracha fue creada por el intérprete Jorge Véliz que fue sucedido por su hermano Marcelo Véliz y su hijo Alejandro.

### Literatura
En Santiago del Estero se encuentra el origen de la literatura de la actual Argentina.
En 1548, el español Pedro González del Prado escribió la primera Historia de Santiago del Estero.
Hacia 1590, Matías Rojas de Oquendo escribió su gran obra: Famatina.
En 1630, el escritor Lope de Vega llamó «docto» y «gran poeta» al militar español Luis Pardo, que habitó esta ciudad.
A mediados del siglo XVII, el teólogo Cosme del Campo compuso su Historia de Santiago del Estero por encargo del Cabildo local. Por entonces se vivía una rica actividad teatral, cuyo escenario solía constituirlo la Catedral (que fue la primera en construirse en todo lo que sería llamado luego la Argentina).
Ya en el siglo XVIII, el polígrafo Gaspar Juárez Baviano compuso y publicó numerosos libros, entre otros, su Catálogo de la lengua regia americana. Contemporánea con él, habitaba Santiago del Estero otra intelectual de nota, de quien Baviano compondría asimismo una reseña biográfica: la Beata Antula (María Antonia de Paz y Figueroa). En el siglo XIX descollaron dos escritores: Zunco Viejo (José Enrique Ordóñez) y Amancio Alcorta (músico).
A mediados del siglo XIX se comenzó a editar en Santiago del Estero el primer diario de la ciudad: El Guardia Nacional. Hacia fines de ese mismo siglo trabajó en Santiago uno de los más grandes escritores de Argentina: el tucumano Ricardo Rojas. Contemporáneos con él, a través de periódicos y libros hacen conocer sus obras Pablo Lascano y Daniel Soria.
Hacia 1950 comienza a publicar sus obras el gran escritor santiagueño Jorge Washington Ábalos. El director chilenoargentino Lautaro Murúa filmó una película clásica del cine nacional, basada en su novela breve Shunko.
Otros escritores son
Betty Alba,
Alberto Alba,
Juan Manuel Aragón,
Bernardo Canal Feijóo,
Julio Alberto Carreras,
Orestes Di Lullo,
Carlos Manuel Fernández Loza.
Carlos Bernabé Gómez,
Cristóforo Juárez,
Clementina Rosa Quenel,
Felipe Rojas,
Francisco M. Viano,
Carlos Virgilio Zurita,
Raúl Dargotz,
Walter Faila,
Desde la década de 1950 hasta la actualidad se ha desarrollado una importante actividad literaria en esta ciudad. Algunos reflejos de ella pueden rastrearse en las revistas culturales, como La Brasa, los Cuadernos de Cultura de la municipalidad, Quipu de Cultura o El Punto y la Coma.

## Deportes
- Fútbol: Club Atlético Sarmiento de La Banda, Club Atlético Mitre, el Club Unión Santiago, el Club Estudiantes, el Club Atlético Central Córdoba, Club Atlético Güemes y el Sportivo Loreto.

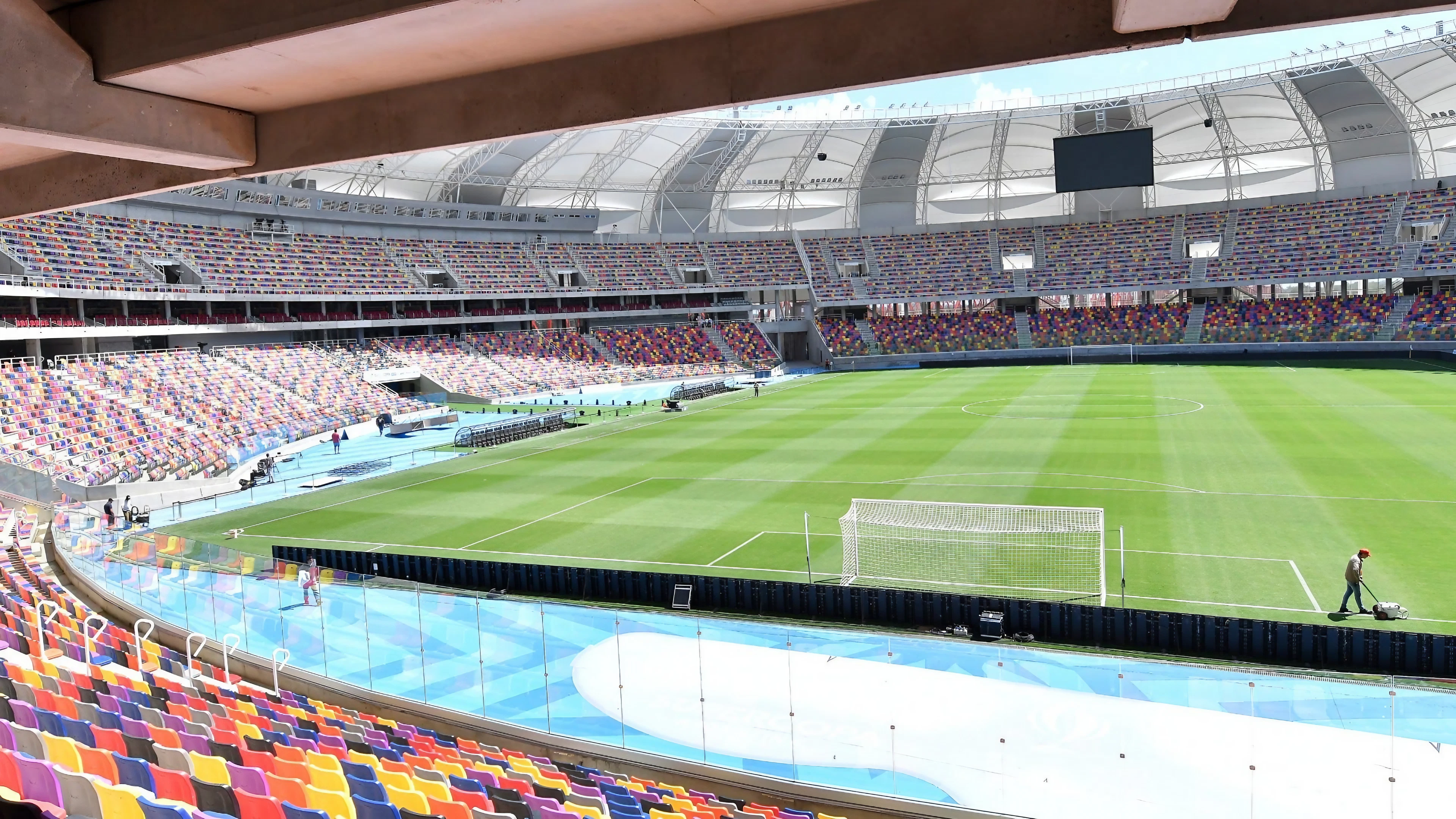
Estadio Único Madre de Ciudades, Santiago del Estero (30.000 espectadores).

- Básquet: ha sido en esta ciudad y en la provincia uno de los deportes más populares durante mucho tiempo. Ha logrado tener notables jugadores con prestigio nacional. Los clubes destacados son: Club Quimsa y Club Ciclista Olímpico (LB) (que actualmente militan en la Liga Nacional de Básquet), Club Nicolás Avellaneda y Club Independiente.

- Hockey y rugby: los equipos más importante son "Santiago Lawn Tennis Club" y "Old Lions"

- Softbol: el equipo más importante de la ciudad y de la provincia es "8 de Abril", una institución con muchos años en el deporte. Se caracteriza por destacados resultados a nivel Nacional y Provincial, el último de estos es la consagración en el Torneo Argentino de Clubes de Softbol año 2007 en la ciudad de Paraná, Provincia de Entre Ríos.

• Voley: clubes destacados como Club Ciclista Olímpico, Club Atlético Mitre, Ateneo Voley, Club Quimsa.

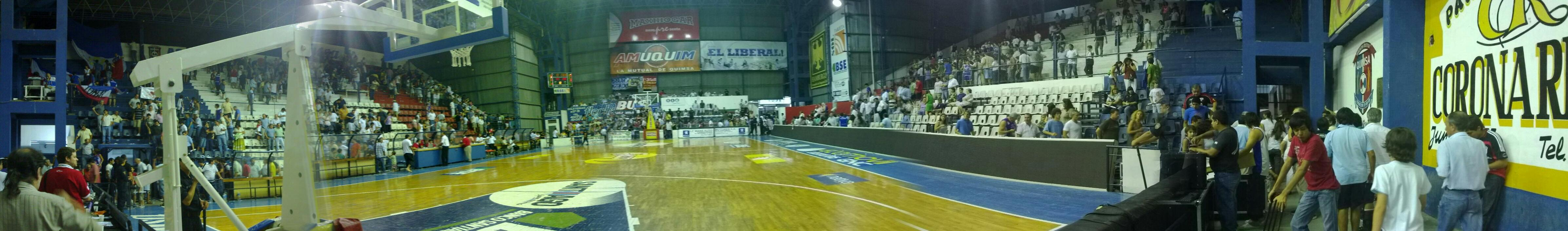
Estadio Ciudad de Santiago del Estero, durante un partido de la Liga Nacional de Basquet (5.200 espectadores).

## Ciudades hermanadas
- Talavera de la Reina (España).
- Tarija (Bolivia).
- Hama (Siria).
- Santa Cruz de la Sierra (Bolivia).
- Copiapó (Chile).

## Parroquias de la Iglesia católica en la ciudad

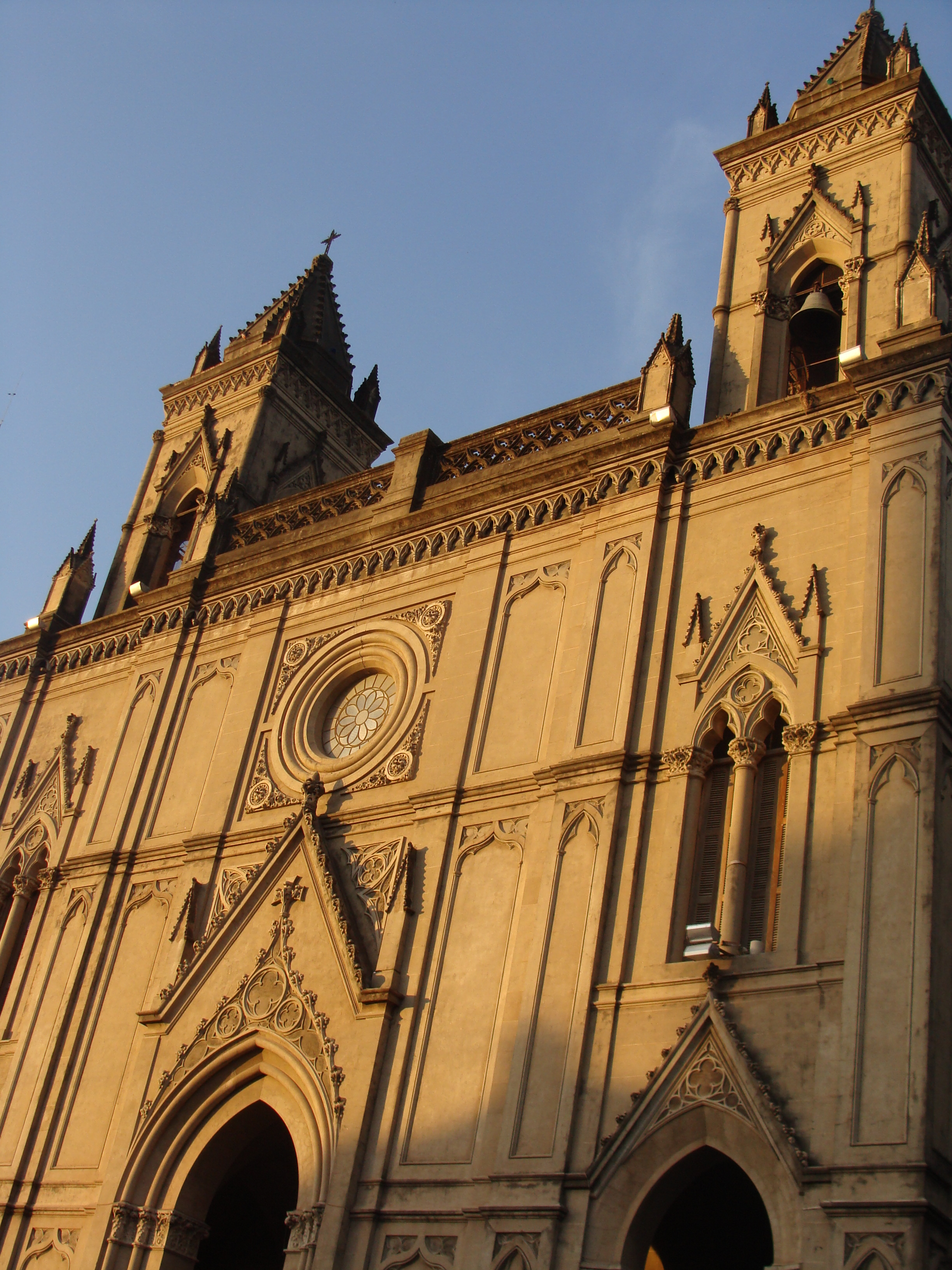
Parroquia San Francisco Solano, Santiago del Estero

| Diócesis   | Santiago del Estero |
| ---------- | --- |
| Parroquias | Buen Pastor, Espíritu Santo, Inmaculada Concepción, María Auxiliadora, Nuestra Señora de la Merced, Nuestra Señora de la Piedad, Catedral Nuestra Señora del Carmen, Nuestra Señora del Pilar, Nuestra Señora del Valle, Nuestro Señor de los Milagros de Mailín, Sagrado Corazón de Jesús, San Francisco Solano, San José, San Roque, Santa Rita, Santo Cristo, Nuestra Señora de Guadalupe, Santa Lucía |